# SZ Tauri
SZ Tauri eller HD 29260, är en ensam stjärna belägen i den mellersta delen av stjärnbilden Oxen. Den har en högsta skenbar magnitud av ca 6,39 och kräver en handkikare för att kunna observeras. Baserat på parallax enligt Gaia Data Release 3 på ca 1,57 mas, beräknas den befinna sig på ett avstånd på ca 2 070 ljusår (640 parsek) från solen. Den rör sig närmare solen med en heliocentrisk radialhastighet på ca -1 km/s. Det finns tecken på att stjärnan kan vara en dubbelstjärna, men bevisen för detta är oklara.

## Observation
Variabiliteten hos SZ Tauri tillkännagavs av K. Schwarzschild 1911 somgav den en preliminär beteckning på 41.1910 med en period på 3,1484 dygn. H. S. Leavitt förlängde studien till 1914 och producerade en ljuskurva med en period på 3,1487 dygn. En spektralstudie 1916 av H. Shapley visade att spektralklassen för denna pulserande Cepheidvariabel ändrades längs ljuskurvan, från F7 vid minimum till A9 vid maximal luminositet. Y. N. Efremov föreslog 1964 att stjärnan kan vara en halomedlem i den öppna stjärnhopen NGC 1647, belägen 2,2° åt nordost. Detta ifrågasattes dock senare baserat på en dålig egenrörelsematchning. Det bekräftades av W. P. Gieren 1985 att den är en klassisk Cepheid.

## Egenskaper
SZ Tauri är en gul till vit superjättestjärna av spektralklass F5 Ib – F9.5 Ib. Den har en massa som är lika med ca 6 solmassor, en radie som är ca 42 solradier och utsänder energi från dess fotosfär motsvarande ca 1 900 gånger solen vid en effektiv temperatur av ca 6 000 - 6 400 K.

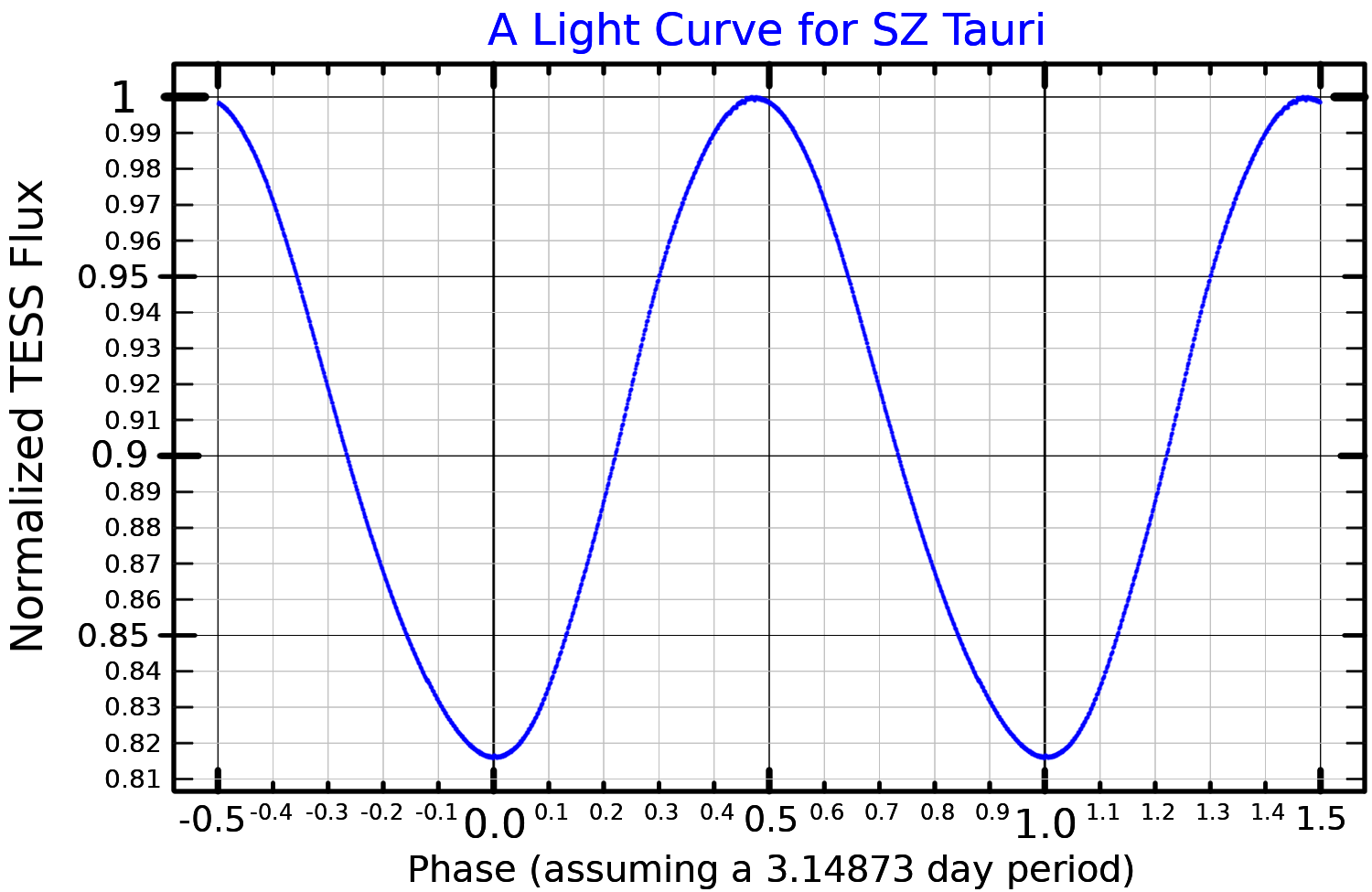
Ljuskurva för SZ Tauri, plottad från TESS-data,

I General Catalogue of Variable Stars klassificeras SZ Tauri som en Delta Cephei-variabel av typen DCEPS, som visar en nästan symmetrisk ljuskurva med liten amplitud. Den pulserar i den första övertonen och i evolutionära termer genomgår den sin andra korsning av Cepheids instabilitetsband. År 1987 hade fyra förändringar i pulseringssperioden hos SZ Tauri observerats där pulseringsshastigheten minskade med -0,49 s/år.